# Stromatopelma batesi
Stromatopelma batesi là một loài nhện trong họ Theraphosidae.
Loài này thuộc chi Stromatopelma. Stromatopelma batesi được Mary Agard Pocock miêu tả năm 1902.